# Syntomus inaequalis
Syntomus inaequalis es una especie de escarabajo de la familia Carabidae.

## Distribución geográfica
Es endémica de las islas Canarias (España).